# Nikoman
Nikoman (makedonsky: Никоман) je vesnice v Severní Makedonii. Nachází se v opštině Štip ve Východním regionu.

## Geografie
Vesnice leží 11 km od města Štip na úpatí hory Plačkovica.

## Demografie
Podle sčítání lidu z roku 2002 žijí ve vesnici 4 obyvatelé, všichni jsou makedonské národnosti.
| Rok          | 1900 | 1905 | 1948 | 1953 | 1961 | 1971 | 1981 | 1991 | 1994 | 2002 |
| ------------ | ---- | ---- | ---- | ---- | ---- | ---- | ---- | ---- | ---- | ---- |
| Obyvatelstvo | 110  | 120  | 155  | 152  | 120  | 68   | 13   | 8    | 2    | 4    |